# Annichen Kringstad
Annichen Kringstad (Oslo, 15 luglio 1960) è un'orientista svedese.
Ha vinto il campionato mondiale individuale sprint nel 1981, 1983 e 1985 per poi ritirarsi all'età di 25 anni. Ha rappresentato le società Säffle OK, OK Ravinen e Stora Tuna IK orienteering club.
Ha vinto la Medaglia d'oro dello Svenska Dagbladet nel 1981.